# Maison de Miolans
La maison de Miolans est un lignage noble, mentionné dès la fin du XIe siècle, originaire de la Combe de Savoie. Son berceau est le château et le fief de Miolans, dans l'actuelle commune de Saint-Pierre-d'Albigny. La branche aînée s'est éteinte au début du XVIe siècle.
Le chanoine Jean-Louis Grillet, dans son inventaire exhaustif du patrimoine de Savoie paru en 1807, signale cette famille comme l'« une des plus illustres et des plus anciennes maisons de Savoie ; (...) elle tenoit dans les assemblées générales du duché, le second rang après les barons de Seyssel d'Aix »,.
Les Miolans comptent deux évêques, deux maréchaux de Savoie, des officiers et hommes de guerre au service des comtes puis ducs de Savoie.

## Histoire

### Origines

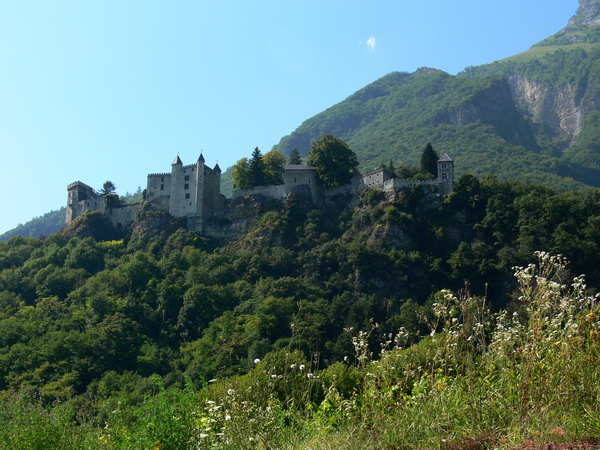
Le château de Miolans à Saint-Pierre-d'Albigny.

La famille de Miolans émerge vers la fin du XIe siècle avec l'affirmation de son pouvoir à partir du château de Miolans. Cette position permet le contrôle de pratiquement tout le territoire de la combe de Savoie menant sur la Savoie Propre et le Dauphiné, et notamment les voies d'accès au Petit-Saint-Bernard via la Tarentaise, et au Mont-Cenis, via la Maurienne,. Cette famille semble s'être, selon l'historien Bernard Demotz, proclamée vicomte d'Aiguebelle. Sa puissance s'appuie non seulement sur son château, mais aussi celui des Urtières/Hurtières, près d'Aiguebelle permettant un droit de regard sur les mines des environs, depuis le XIIIe siècle.
Les Miolans pourraient appartenir au lignage (groupe parental) des Guiffred de Miolans-Charbonnières, selon l'historien local, l'abbé Félix Bernard (1883-1972), dits originaires du Viennois, tout comme l'autre grande famille de la région, les La Chambre,,. Bernard (1950), sans pouvoir affirmer le degré de parenté, affirme que ces deux familles sont issues des Guiffred et que l'on trouve le nom d'Amblard et de Richard chez chacune.
Dans un autre ouvrage de paru en 1967, l'abbé Bernard précise son analyse en indiquant que « Ces La Chambre tenaient aussi les bons châteaux de Chamousset, de Grésy, Montailleur, Les Millières, ainsi que la vicomté de Maurienne. Ils sont issus de l'illustre viennois Guifred de Miolans, vicomte en Savoie, mort en 1084. Après le vicomte Guifred de Charbonnières, mort sans enfant, les La Chambre étaient devenus la branche aînée, tandis que les Miolans n'étaient plus que la branche cadette. Et de toute la vicomté de Guifred de Miolans, ils avaient gardé celle de Maurienne. ». De la viendrait le dicton, relevé par Ménestrier (Recherches du blason, t. II, p. 80), « N'en déplaise à Miolans, La Chambre passe devant ».
Ces principaux membres semblent ainsi détenir des droits en Maurienne, puisqu'ils se proclament vicomte d'Aiguebelle. Michelland (1967) considère, à la suite de Bernard, qu'ils doivent posséder la vicomté de Maurienne, depuis 1081. Les premières mentions de membres de cette famille remonte à la fin du XIe siècle, avec Guifred (ou Guiffred/Wuiffred, Witfredus) accompagné de son fils Nantelme (Nantelmus filius Vitfredi), entre 1073-1084,. Domnus Witfredus de Miolano est mentionné vers 1080 (?),, dans une confirmation de donation en tant que suzerain. Son fils, Nantelme, fait une donation d'une partie de l'église de Saint-Pierre-d'Albigny à l'abbaye de Saint-André-le-Bas de Vienne, à la même période. Les deux donnent leur approbation lors d'une donation de l'évêque de Maurienne Arthaud, vers 1075-1080,.
Dans les documents médiévaux et les travaux qui en sont issus, le personnage de Nantleme, peut être également traduit par les formes Antelme, Anthelme. Il est dit aussi Nantelin de Charbonnières. 
Un Nantelme fait une donation au prieuré de Bellevaux, dans le massif des Bauges, pour le repos de son père Guiffrey (vers 1080 ?),,. L'acte mentionne ses parents (indication des variations selon les auteurs) : son frère, Amblard, son neveu, Guiffrey, et sa sœur Emène (Naz, 1965) ; « Amblard de Guiffred, d'Aimon et de Guillaume. Ces quatre personnages doivent être frères du fondateur à qui ils apportent leur bienveillante coopération. Traité d'illustrissime, Nantelme avait le rang de Vicomte. La chose parait incontestable. » (Michelland, 1967) ; « Guifred, son frère, Eumène sa sœur et Wiffred, son neveu », pour Lovie (1979).
Les comtes de Savoie n'ont pu les obliger à leur rendre hommage, selon Grillet, qu'à titre de vicaires du Saint-Empire romain germanique,.

### Une puissante famille seigneuriale (XIIIesiècle)
La famille apportent des libéralités au clergé. Deux membres de la famille — Nantelme (1180), Guiffrey (1189) — font des donations à la Chartreuse d'Aillon (Bauges). Au siècle suivant, un autre Nantelme fait la donation (1251) de la montagne de l'Arclusaz (Bauges) à l'abbaye du Betton.
Un Nanthelme de Miolans est proche du comte de Savoie Thomas Ier, il est désigné comme tuteur du jeune Aymon de Faucigny. Il reste suffisamment longtemps au service de la maison de Faucigny pour être cité comme son témoin à deux reprises en 1226 et 1229.
Guiffred de Miolans prête hommage en avril 1258 pour le château de Saint-Cassin et les terres associées, et il reçoit les deux tiers de la montagne de La Thuyle (Bauges).
Dans un acte publié le 16 juin 1263, Nanthelme de Miolans rend hommage pour son château de Miolans au comte de Savoie, ainsi que pour la moitié de Puigros, le château de La Chambre, apparaissant comme le maître de la vicomté d'Aiguebelle,,. L'acte est renouvelé en 1273, en présence de l'évêque de Belley.
L'influence de la famille sur la région permet d'obtenir la désignation de deux évêques de Maurienne, Aimon Ier (1273/76-1301), puis Aimon II, dit d'Urtières (1308-1334). Plusieurs membres sont chanoines de Saint-Jean-de-Maurienne, entre le XIIe siècle et le XIIIe siècle,.
Un acte du 27 février 1275, nous indique que Nantelme [I] († 1281) dit seigneur de Miolans et de Morestel, en Dauphiné, lègue à ses fils, Guiffred et Antelme/Nantelme, ses biens de Morestel et qu'ils en sont désormais les seigneurs. La date de possession de Morestel par les Miolans reste inconnue, toutefois selon une charte estimée entre 1110 et 1130, « Adon et son frère Gérald et leurs cousins qui sont des Chignin et des Miolans » font une donation l'église Saint-André de Vienne et à Saint-Genis. L'abbé Bernard (1969), tout comme Gustave de Rivoire de La Bâtie (1867), considère que la famille de Morestel, notamment après l'analyse de l'usage des prénoms, « devait être issue de la souche des Miolans ».
En 1280, Pierre de Saint-Cassin vent ses derniers droits sur son château à Nantelme [II] de Miolans, par un acte signé à Clarafond, sous les auspices de l'évêque de Maurienne, Aimon Ier, de Miolans, son frère. Un acte subséquent est signé au château des Hurtières quelques mois plus tard. En avril 1282, Nantelme [II], seigneur de Miolans et de Saint-Cassin, confirme une donation faite par son père à la Grande Chartreuse. En décembre 1290, Antelme, seigneur de Miolans et de Morestel donne en fief ses biens possédés dans la paroisse de Saint-Sorlin. Dans plusieurs actes de la fin de ce XIIIe siècle, Nantelme et son frère Guiffred semblent obtenir « chacun une part de leurs seigneuries de Morestel et de Saint-Cassin, mais que Nantelme eut celle de Miolans en propre, tandis que Guiffred se réserva Urtières. ».
Lors du conflit delphino-savoyard, Humbert de La Tour, dauphin de Viennois, s'empare du château de Morestel (1299/1301) arguant que celui-ci relève des seigneurs de La Tour. Lors du traité de Villard-Benoît, en 1314, Morestel est reconnu comme relevant implicitement de la suzeraineté delphinale plaçant les Miolans, qui relève de la Savoie, dans une position difficile.

### Les Miolans-Urtières
Selon les auteurs du XIXe siècle, le généalogiste Amédée de Foras et Camille Foray, auteur d'une monographie sur la seigneurie des Urtières, la famille d'Urtières est un rameau des Miolans. L'abbé Bernard partage cette hypothèse en faisant des Miolans les seigneurs d'Urtières.
Foras indique que la seigneurie d'Urtières est séparée de celle de Miolans à la fin du XIIIe siècle. L'historien local, Georges Chapier (1946), souligne que « Cette famille était l'une des plus anciennes de Savoie et son origine paraît contemporaine sinon antérieure à celle de la Maison de Savoie. Elle était étroitement alliée, par ailleurs, à celle de Miolans. Il est certain, en tous cas, que, dès le Xe siècle, la famille des Hurtières jouait déjà un rôle fort important en Maurienne ». Cependant Adolphe Gros (1948) fait remarquer que si cette famille était « si puisante au XIIIe siècle, [elle] ne se trouve mentionnée dans aucun document antérieur ».
Cette famille possède le château des Urtières/Hurtières (de Urteriis), situé à Saint-Alban-d'Hurtières, près d'Aiguebelle, en Maurienne,. Selon Foras, la seigneurie d'Urtières est séparée de celle de Miolans à la fin du XIIIe siècle. La seigneurie comprend les villages de Saint-Georges, Saint-Alban et de Saint-Pierre-de-Belleville,, mais surtout des mines de fer,. Cette ressource stratégique sera à l'origine de plusieurs tensions avec les évêques de Maurienne et surtout les comtes de Savoie.
Le premier seigneur d'Urtières à être mentionné est Antelme/Nantelme (de Miolans ?), dans un contrat du 20 février 1296 où ce dernier revendique ses droits sur la seigneurie face aux prétentions du comte de Savoie,,. Le désaccord voit le seigneur Antelme/Nantelme obtenir gain de cause face au comte, ce dernier n'obtenant que la suzeraineté sur le château. Cependant, Antelme/Nantelme n'abuse pas de ce conflit et préserve la paix avec le puissant seigneur.
Vers 1299, les fils d'Antelme/Nantelme, Jean et Aymon, futur évêque, sont mentionnés comme héritiers d'Urtières

### Puissance féodale auxXIVesiècleetXVesiècle
La puissance de la famille s'accroit au cours des siècles suivants notamment par l'obtention d'offices et de charges auprès des princes de Savoie. Plusieurs reconnaissances féodales permettent de connaître l'étendue de son pouvoir féodal,,.
Jean d'Urtières, fils de Nantelem/Antelme, dit Jean de Miolans d'Urtières, effectue une carrière de châtelain depuis au moins l'an 1299. Après l'obtention de l'office de bailli en Bugey, vers 1311, il devient vidomne de Genève et châtelain de l'Île (1317-1318),. Son fils, Nantelme/Antelme d'Urtières, épouse en 1354 Alix/Alice († 1368), fille du prince Philippe Ier de Savoie-Achaïe, appartenant à une branche parente du comte Amédée VI,. 
En 1324, Anthelme de Miolans rend hommage et reconnaissance pour son château auprès du comte Édouard de Savoie. En 1330, c'est au tour de son fils, Rodolphe de Miolans de faire hommage au nouveau comte, Aymon. Deux ans plus tard, Rodolphe de Miolans « passe une nouvelle reconnaissance pour le château et le fief de Miolan et pour d'autres terres situées à Chignin, St-Jeoire et autres lieux ». Le document précise que le seigneur de Miolans, selon Bernard (1956), « peut exercer sa juridiction sur ses hommes de La Boisserette, de Labbaz et de Fornet, dans sa maison forte de Chignin ; il peut y détenir les délinquants civils et criminels, procéder aux enquêtes et même à la torture « en raison de la justice » ». L'année précédente (10 janvier 1331), Rodolphe, rend hommage pour son château de Bonvillard.
Le 12 septembre 1334, Pierre d'Urtières, fils d'Antelme/Nantelme, reçoit l'investiture pour son fief par le comte Aymon. Il est châtelain des Bauges de 1341 à 1344. Des tensions opposent les deux hommes à propos de la possession des droits sur les mines de fer situées dans la seigneurie d'Urtières. Dans une transaction du 24 septembre 1344, les deux seigneurs obtiennent chacun la moitié des droits sur les mines ou celles à découvrir,,. Les évêques de Maurienne ont tenté de rappeler que la seigneurie d'Urtières relevait du pouvoir épiscopal et donc d'avoir certaines prétentions sur les mines. Pierre d'Hurtières fait partie des conseillers administrant les États de Savoie, pendant la minorité du comte Amédée VI.
Le neveu du seigneur Rodolphe de Miolans, Anthelme de Bonvillard, hérite des biens et des titres et reçoit l'investiture du comte Aymon, le 10 mai 1339,. Le 2 juillet 1343, Anthelme est investi pour sa terre par le nouveau comte, Amédée VI. 
Antelme/Nantelme, frère de Pierre d'Urtières, hérite des droits de ce dernier à sa mort, et reçoit l'investiture du comte Amédée VI, le 13 décembre 1353. Antelme/Nantelme a deux fils, Amédée et Aymar. Amédée VI, aliène en 1361 la baronnie de Prangins, en Pays de Vaud à Aymar de Miolans d'Urtières, fils de Nantelme/Antelme de Miolans d'Urtières, qui est issu d'un premier lit. Antoine de Miolans d'Urtières, unique fils d'Aymar, se voit inféodé la seigneurie d'Yvoire, en 1366, par le comte,, dont il est l'un des conseillers. Antoine de Miolans d'Urtières meurt en 1403 sans héritier, donnant lieu « à un siècle et demi de contestations, ses ayants droit revendiquant Urtières contre la puissante maison de Miolans et son héritier, le comte de La Chambre » (Galbreath). Ainsi le 11 mars 1489, les droits des seigneurs d'Urtières, ainsi que ceux des Miolans, passent au comte Louis de La Chambre.
Jean de Miolans († v. 1420), fils d'Anthelme, reçoit l'investiture pour Miolans du comte Amédée VI, le 25 juillet 1380. Jean de Miolans est chevalier, également seigneur d'Albeterre et des Urtières,,, ainsi que conseiller du jeune comte Amédée VIII de Savoie,. Il fonde, en mars 1380, un couvent d'ermites de Saint-Augustin, à Saint-Pierre-d'Albigny. Au cours de cette période, de 1380 à 1416, il fait en partie reconstruire le château de Miolans,. Il épouse, vers 1380, Agnès de Roussillon, fille d'Aymar, seigneur d'Anjou (Dauphiné) et de Marguerite de Miribel, héritière des terres de Faramans et d'Ornacieu,,. Ils ont deux fils, Louis et Jacques [I].
Jacques Ier de Miolans succède à son père, Jean, et reçoit l'investiture pour les terres et le château de Miolans le 5 février 1421. Il est fait chevalier de l'Ordre du Collier par le duc Amédée VIII vers 1431. Chargé d'une ambassade en Palestine, il aurait rapporté trois épines de la Sainte Couronne ainsi qu'un fragment de la Vraie Croix, conservés dans la chapelle du château. Toutefois selon la tradition citée par Guichenon, reprise entre autres par l'historien Jacques Lovie, il s'agirait d'un ancêtre, Geoffroy de Miolans, qui aurait ramené ces trésors à la suite de sa participation à la deuxième croisade avec son seigneur, le comte Amédée III de Savoie,. Ces reliques furent léguées avec la mort du dernier héritier, en 1523, aux ermites augustins de Saint-Pierre-d'Albigny, dont l'église est l'héritière aujourd'hui.
En 1426, Jacques de Miolans participe, avec quatorze lances, à l'expédition des Visconti en Lombardie.
En juin 1429, Louis et Jacques (I) de Miolans héritent des biens de leur tante, Jordanne de Roussillon, sœur d'Agnès, dame de Miolans et Faramans, du château et de la seigneurie d'Anjou (Dauphiné),. Devant porter le nom et les armes de Roussillon, leurs descendants forment une branche cadette de la famille.
Un acte de reconnaissance de 1438 passé par noble Jacques de Miolans, permett de connaître l'étendue des possessions familiales, :
- le château de Miolans et son mandement ;
- plusieurs près dans les environs Miolans et du château ;
- les chasses dans la vallée de Miolans ;
- la juridiction omnimode sur les hommes du mandement de Grésy et le village de la Fontaine ;
- le bois de chêne du plan d'Eyton ;
- une pièce de bois près de Saint-Pierre-d'Albigny et Frêterive ;
- des pièces de vigne à Laya et à la Lea ;
- la maison la Croix, avec une pièce de vigne et un près, à Saint-Pierre-d'Albigny ;
- le pont sur l'Isère, avec les droits de pontenage et vaut ;
- le pont de la Lea sur l'Isère avec les droits et appartenances ;
- la mestralie du val de Miolans ;
- la ban de vin sur l'ensemble de la vallée ;
- les leydes à St-Pierre et à Frêterive aux foies de St-Christophe ;
- un fromage d'alpéage par […] Lambert du mandement de Miolans, pour chaque feu vendant des fromages ;
- un fromage d'alpéage du par chaque feu de ROthanes, de Biciles et de St-Germain, dans les Bauges ;
- un rasière (mesure) d'avoine par chaque feu de la paroisse d'Eyton
- le trezain du prix de la vente des maisons Saint-Pierre-d'Albigny ;
- les droits la maison-forte au lieu-dit au Crest, avec une pièce de vigne et des près ;
- les corvées dues par les bouviers de la vallée de Miolans ;
- « confesse tenir les hommes, hommages, tant nobles qu'innobles, tailles, servis et autres tribs annuels, signifiés dans ladite reconnaissance, laquelle rente s'étend rière St-Pierre-d'Albigny, Grésy, Lafontaine, Frêterive, divers territoires des Bauges, et autres dépendants des susdits lieux ».

### Héritage des Montmayeur
Le baron Anthelme de Miolans est, vers 1463/66 ou 1475, bailli de Savoie, châtelain de Montmélian, d'Yenne, de Chanaz et de Pierre-Châtel. Il épouse à cette période Gilberte de Polignac, nièce de Jacques de Montmayeur, maréchal de Savoie, et potentielle héritière des biens, avec le duc de Savoie, de cette maison.
Anthelme devient maréchal de Savoie, vers 1485/1486. Il épouse en secondes noces Gilberte de Polignac.
Lors de la condamnation du maréchal de Montmayeur, Anthelme et son épouse prennent possession des biens confisqués aux Montmayeur,, « sous prétexte que ces biens, [avaient] été légués antérieurement à Gilberte [de Polignac ou Podomier(s)] par substitution ». S'engage alors un long procès en contestation. Les époux héritent le 25 août 1486 des « châteaux et seigneuries de Montmayeur, de Villarsalet, de Saint-Pierre de Soucy, des Marches, d'Entremont-le-Vieux, de Cusy et de l'Étoile, [...] tandis que les châteaux d'Apremont, de Saint-Alban et de Briançon, resteraient au prince »,. Anthelme de Miolans se voit inféodé, le 24 mai 1488, du fief principal de Montfalcon.
En 1491, sa seconde femme, Gilberte de Polignac, et son fils aîné, Claude-Jacques, obtiennent que le fief de Montmayeur soit érigé en comté,. Le second fils, Louis-Jacques dit Louis, reçoit l'investiture du château et des terres d'Entremont, le 19 octobre 1497. Le mois suivant, le 15 novembre, Louis reçoit l'investiture pour le château et la seigneurie de  Miolans,. Dans cet acte, il est indiqué qu'il porte le titre de comte de Montmayeur.

### Disparition de la branche aînée
La branche ainée des Miolans s'éteint par les mâles en 1523. Louis de Miolans, dernier des fils du maréchal de Miolans, institue en 1512 son fils, Jacques [III], comme héritier « avec substitution en faveur de l'aîné mâle de sa fille aînée, et successivement de l'aîné de sa seconde fille et autres mâles, et à défaut de mâles, prie le duc de Savoie d'accepter le château et dépendances, à condition d'en porter les armes » (Menabrea, 1866 ; Dufour, Rabut, 1879).
Au cours de l'année 1523, Jacques III meurt en Italie, ainsi que son oncle, l'évêque Urbain. Claude [Claudine] de Miolans, qui épouse la même année Guillaume de Poitiers, seigneur de Saint-Vallier,,, devient l'héritière des biens de son frère et de son oncle,. 
Afin d'éviter que les positions stratégiques de Miolans, des Marches et d'Entremont n'entrent dans le giron de quelques puissances étrangères, le duc Charles III négocie leur obtention avec les héritiers. Les époux reconnaissent le 21 novembre 1523 au duc Charles III de Savoie, selon Léon Menabrea la « concession en faveur dudit duc tous les droits appartenants aux derniers sur le château de Miolans et ses dépendances ». Le château familial ainsi que le fief de Miolans entrent dans les droits du duc, le 9 décembre, tandis que les marquis de Spinola, Garrès, de Cardès du Piémont, descendants des Saluces, héritent du titre par les femmes,.
En 1734, Charles-Emmanuel de Saluces-Miolans-Spinola reconnaît détenir les droits de la baronnie de Miolans « par le moyen de dame Philiberte-Blanche, femme du feu seigneur François-Marie de Saluces, en vertu de la primogéniture purifiée en faveur de ladite dame, par le testament du feu seigneur Louis de Miolans, son père, du 19 mai 1512, et d'Urbain de Miolans, son oncle paternel, de l'année 1523 », auprès de Victor-Amédée II de Savoie.

### Les Mitte de Chevrières prennent le nom de Miolans
Modèle:Articla détaillé
En 1438, Françoise de Miolans épouse Louis Mitte, seigneur de Chevrières. Leur fils Jean (III) est le seul héritier du nom de Chevrières. Son frère Louis (II), fait capitaine des gardes du roi et sénéchal de Bourbonnais, prend le nom de Miolans et fait écarteler ses armes avec celles de Miolans, en 1524.
Charles Signerin, curé de Chevrières et auteur d'une Histoire de Chevrières (1894), indiquait que cette seigneurie « venait de sa grand-mère, Françoise de Miolans, qui l'avait apportée en dot à son grand-père, Louis Mitte Ier. » Selon l'abbé James Condamin (1890), cet acte se fait « Malgré que les contestations engagées entre Louis II Mitte et le Duc de Savoie, au sujet de l'héritage des Miolans, ne fussent point terminées [...] ». Louis (II) institue, dans son testament de 1529, son fils Jean comme « son héritier, avec charge de porter les noms de Mitte et de Miolans ».
Son fils, Jean IV de Miolans, seigneur de Chevrières (1513-1574) épouse Françoise Maréchal. Ils ont un fils Jacques. Jacques de Miolans, seigneur de Chevrières, épouse en premières noces Gabrielle de Saint-Chamond, qui lui apporte le titre. Son fils Melchior Mitte de Miolans, seigneur de Chevrières, marquis de Saint-Chamond (1586-1649) est ambassadeur du roi Louis XIII en 1629, lieutenant-général des armées du roi en 1633, ministre d'État. Son second fils, issu de son second mariage avec Gabrielle de Gadagne, Jean-François Mitte de Miolans (v.1602-1621) meurt au siège de Montauban.

## Héraldique
| Famille de Miolans | Les armes de la famille de Miolans se blasonnent ainsi : Bandé d'or et de gueules ou Bandé de gueules et d'or de six pièces,. Devise : Force m'est,. |  |

## Branches familiales
Parmi les branches cadettes :
- Miolans-Urtières ou Urtières (Hurtières), possédant le château des Hurtières (aujourd'hui en ruines)[73]. Elle porte barré d'or et de gueule à la bande de losanges accolés de l'un en l'autre[34],[f 2] ;
- Miolans-Morestel ou Morestel (fin du XIIIe siècle), Rivoire de La Bâtie souligne « il est possible qu'il y ait eu une ancienne maison de Morestel, & que celle de Miolans lui eût succédé par alliance »[28]. Porte de sinople au chef d’or, chargé de trois fleurs de lys d’azur.[28] ;
- Miolans-Roussillon-Anjou : Ecartelé : aux 1 et 4, bandé d'or et de gueules de six pièces, qui est de Miolans ; aux 2 et 3, de gueules à l'aigle éployé d'argent, qui est de Roussillon-Anjou.
- Saluzzo-Miolans-Spinola.

Selon Félix Bernard, « les La Ravoire de Montmélian seraient, un rameau issu des Miolans ».
Par mariage, la famille Mitte-Chevrières ou Mitte de Chevrières dite de Miolans obtient le titre de comte de Miolans et porte D'argent au sautoir de gueules ; à la bordure de sable, chargée de huit fleurs de lys d'or,.

## Titre
« Jusqu'au XIIIe siècle les vassaux immédiats du Saint-Empire romain germanique, autres que les prélats, furent très nombreux en Savoie. Les marquis de La Chambre, les barons de Myolans, de Montmayeur, de Chevron, de Villette, de Briançon, (d'extraction chevaleresque), tenaient originairement leurs terres de l'empereur d'Allemagne, héritier des Bosonides et des Rodolphiens ».
Les Miolans ont porté les titres de :
- Vicomte en Savoie (sans précision). Le titre de vicomte de Maurienne appartient à la famille de La Chambre.
- Comtes de Montmayeur (1487) ;
- Barons de Cusy, d'Hermance (donation par le duc Philibert Ier de Savoie en 1475), de Miolans (jusqu'à la Révolution), de Montfalcon (hérite du titre entre 1497 et 1504) ;
- Seigneurs en Savoie d'Aiguebelle, des Bauges, de Bonvillard, du Bouchet, de Caramagna, de Cardé, de Clermont, Chamousset, de Cœur, de Cour, de Cruet, de Grésy, de La Chambre, de l'Heuille (aujourd'hui le Bourget-en-Huile), de Puis-Gros, de Saint-Cassin, de Saint-Pierre-d'Albigny, de Sainte-Hélène-des-Millières, des Urtières, d'Yvoire ;
- Seigneurs en Dauphiné d'Anjou, Surieu, Ornacieu, Faramans, Dolomieu, Jarcieu, possesions des maisons fortes de Buissières et de Barbin, Morestes, à la suite de l'héritage de Jordane de Roussillon, dame d'Anjou, vers le milieu du XVe siècle[49] ;
- Coseigneurs de Ballaison, de Bricherasio, de Charbonnières (Comté de Savoie).

## Seigneuries et châteaux
La famille et ses branches ont possédé les châteaux en nom propre ou en fief suivants :
- château de Miolans, à Saint-Pierre-d'Albigny, en Savoie (Xe siècle-début XVIe siècle), château ancestral ;
- château de Charbonnières, à Aiguebelle (XIe siècle)[76] ;
- Château des Hurtières, en Maurienne (fin XIIIe siècle-fin XVe siècle)[22] ;
- château d'Apremont, à Apremont (avant 1486) ;
- Château de Morestel, à Morestel, en Dauphiné (fin du XIIIe siècle) ;
- Château de Saint-Cassin (à partir de 1258})[22] ;
- château d'Anjou, à Anjou, en Dauphiné (à partir de 1429)[52] ;
- château de Ballaison, à Ballaison (1475-1529)[77] ;
- château des Marches, aux Marches (1486-1496) ;
- château de Montfalcon, à La Biolle (1488-1525)[78].

## Charges
Des membres de la famille ont possédé les offices suivants :
- maréchal de Savoie (1482-1485, 1504-1505) ;
- bailli de Savoie (1463-1466, 1493-1496) ;
- bailli en/de/du Bugey (1311-1312[38], 1471-1472, 1475-1495, 1495-1509[79]) ;
- Gouverneur du Dauphiné (1481-82, 1491-1496)[49].
- Vidomne de Genève (1317-1318 ; 1339)[80].

Des membres de la famille ont été châtelains pour les comtes de Savoie de :
- Briançon et Salins (1312-1315) ;
- L'île, Genève (1317-1318)[80] ;
- Chanaz (1465-1480, 1482-1483) ;
- Châtelard (1341-1344, 1480-1481) ;
- Cordon (1304-1308) ;
- Entremont (1340-1341) ;
- Maurienne (1323-1324) ;
- Miolans ;
- Montmélian (1463-1469, 1480-1487, 1493-1496).

## Personnalités
Suit une liste de quelques personnalités de la famille de Miolans. Foras propose un arbre généalogique des membres de cette famille dans son Armorial et nobiliaire de l'ancien duché de Savoie.

Le prénom Nantelme que l'on trouve également sous les formes Antelme/Anthelme, Lantelme ainsi que leurs diminutifs sont courants auprès des seigneurs de Miolans, pouvant porter parfois à confusion entre les différentes personnalités.
- Antelme/Anthelme de Miolans (vivant en 1090), fils de Guiffred, cité dans un acte de 1080 confirmant la fondation du prieuré de Bellevaux[17],[16] (Bauges) ;
- Geoffroy de Miolans[51],[16],[65] (vivant en 1146), qui accompagne, en 1146, Amédée III de Savoie à la deuxième croisade[2] ;
- Anthelme/Nantelme de Miolans, mentionné entre 1200 et 1235, tuteur d'Aymon II de Faucigny (1209-1210)[30], proche du comte de Savoie Thomas Ier[20] ;

- Anthelme/Nantelme de Miolans (mentionné entre 1259 et 1263)[30],[23],[65] ;

- Anthelme/Nantelme de Miolans, dont[83],[84]
  - Anthelme/Nantelme de Miolans (mentionné vers 1275/78, puis 1281). ⚭ Léone/Léonie de La Chambre († apr. 1307), fille de Pierre II de La Chambre, vicomte de Maurienne

,,. Sans postérité selon Guichenon, repris par Foras ;
- - Aimon de Miolans († 1301), évêque de Maurienne (1273-1301), baron d'Ermence, seigneur de Fretérive, Saint-Pierre d'Albigny, Cruet, Arbin et Saint-Jean de la Porte[84] ;

- Antelme/Nantelme de Miolans, seigneur d'Urtières[35]
  - ⚭ Alaysie/Alaysia dont :
    - Jean d'Urtières dit Jean de Miolans d'Urtières, châtelain depuis 1299, bailli en/de/du Bugey (1311-1312)[38], châtelain de Seyssel et Dorches (1313-1315), vidomne de Genève et châtelain de l'Île (1317-1318)[11],[39],[35]. 
      - ⚭ Mabilie[39],[35] dont
        - Antelme/Nantelme d'Urtières, seigneur de Saint-Hélène-du-Lac, puis seigneur d'Urtières et de Chamousset (1363). ⚭ Alix/Alice de Savoie-Achaïe († 1368), fille du prince Philippe Ier[11],[39]

    - Aymon d'Urtières († 1334), chanoine, évêque de Maurienne (1308-1334), seigneur des Urtières ;

- Guiffrey de Miolans (Meolano) seigneur de Morestel ⚭ Alix (Alaysa) de Beauvoir, fille de Guillaume IV, seigneur de Beauvoir, dont Humbert, héritier, et quatre filles[87] ;

- Anthelme/Antelme de Miolans, bailli de la Vallée de Suse (1324)[88] ;

- Pierre de Miolans, qualifié de noble, seigneur d'Urtière, châtelain d'Entremont, receveur de la mestralie de la Chartreuse relevant de la Savoie (1340-1341), châtelain du Châtelard (1341-1344)[89] ;

- Anthelme de Miolans, seigneur de Miolans, héritier de son oncle Rodolphe de Miolans[37] ;
  - Jean de Miolans († 1420), fils du précédent, chevalier, seigneur de Miolans[47], conseiller comtal, ⚭ (v. 1380) Agnès de Roussillon, dont Jacques (ci-après) et Louis[30],[47] :
    - Jacques Ier de Miolans (vivant en 1413 et encore cité en 1421), héritier du précédent, seigneur de Miolans (investiture en 1421[47]), de Saint-Pierre-d'Albigny, de Fréterive, de Saint-Pierre-de-la-Porte, de Greisy et de Croet, chevalier de l'Ordre du Collier (1431)[47],[90] ; 
      - ⚭ 1) Marie Bérenger de Sassenage dont Anthelme (qui suit) ;
      - ⚭ 2) Jeanne de La Chambre, fille d'Urbain de La Chambre († 1445), comte de Luille/L'Huïlle, vicomte de Maurienne[f 5],[91].
        - Anthelme/Antelme de Miolans, héritier de son oncle Gaspard de La Chambre, de Frésy, du château et le mandement d'Ornacieu (Dauphiné)[f 5] ;
        - Paule de Miolans ⚭ Jean de Vergy, seigneur de Champvent

- Anthelme/Antelme/Anselm de Miolans (vivant en 1486 et encore cité en 1489, † v. 1490[92]), chevalier[54], fils de Jacques Ier, conseiller et chambellan ducal, maréchal de Savoie (vers 1485[55]), bailli-châtelain de Savoie (1463-1466)[53], bailli en/de/du Bugey (1471-1472, 1475-1495), grand-châtelain de Saint-Rambert[79], héritier par sa seconde femme des biens du maréchal Montmayeur :
  - ⚭ 1) Gabrielle de Crussol ;
    - Alix ;
    - Jacques [II] († v. 1496), baron de Miolans ;
    - Claudine ;

  - ⚭ 2) Gilberte de Polignac, au château d'Apremont, dont ;
    - Louis-Jacques dit Louis de Miolans (vivant en 1497-meurt vers 1512[57]/1515), chevalier, seigneur de Serve, baron de Miolans et d'Anjou en Dauphiné, comte de Montmayeur, maréchal de Savoie (vers 1504[55]), avec son frère ils sont chambellans le 14 janvier 1492 et conseillers ducaux[57],[61], bailli de/du Bugey (1471-1472, 1475-1495), grand-châtelain de Saint-Rambert[79]. Héritier de la maison-forte de l'Étoile et du château d'Entremont en 1495[57]. Dans son testament, son fils et ses descendants mâles sont désignés comme héritier « à défaut de ceux-ci, il priait son souverain bien-aimé d'accepter son château de Miolans, de crainte qu'il ne vînt à tomber en des mains vénales »[57]
⚭ (vers 1510) Françoise de Chabannes La Palice[93] († 1517), fille de Jean de Chabannes, seigneur de Vendenesse, dont :
      - Antoinette ;
      - Claudine / Claude (v.1519-1570), ⚭ (1523) Guillaume de Poitiers[30], comte de Saint-Vallier, seigneur de Sérignan, et frère de Diane de Poitiers. Dernière descendante de la branche aînée.
      - Jacques [III] de Miolans (vivant en 1513-†1523), chevalier, baron de Miolans, d'Armance, de Saint-Pierre-d'Albigny, de Fréterive, de Saint-Jean-de-la-Porte, de Greisy et de Croet, comte de Montmayeur, grand bailli-châtelain de Savoie (1493-1496)[15], chevalier de l'Ordre de l'Annonciade en v. 1518/19[54],[94]. Dernier héritier mâle de la branche aînée[62].

    - Claude-Jacques de Miolans, qualifié comte de Miolans[61], fait chambellan le 14 janvier 1492 avec son frère chambellan et conseiller ducal, puis à nouveau, en septembre 1516, la charge de chambellan. L'année suivante, il est qualifié de Magnifique[57] ;

D. Claude Jacques de Miolans (vivant en 1496 et encore cité en 1497), chevalier lors de son hommage de 1491 à la régente du duché[95], il voit sa seigneurie des Marches élevée en comté.
    - Urbain de Miolans, religieux bénédictin, abbé commendataire (Saint-Rambert-en-Bugey, abbaye de Saint-Michel-de-la-Cluse)[96]. Nommé évêque de Valence et Die (1505), puis archevêque de Chambéry (1515), mais le pape Léon X cède aux pressions françaises et annule l'érection de Chambéry en métropole[97].

branche des seigneurs d'Anjou (Dauphiné)
- Louis et Jacques, fils de Jean de Miolans, héritiers de Jordane de Roussillon, dame d'Anjou ;
- Jacques de Miolans, seigneur d'Anjou, chambellan du roi et Gouverneur du Dauphiné (1481-1482) ;
- Jacques de Miolans, baron de Miolans, de Chevrières et de Saint-Chamont, comte d'Anjou, chevalier des ordres du roi, lieutenant du roi ;
  - Jean-François de Miolans († 1621), baron de Miolans, comte d'Anjou. Melchior Mitte de Chevrières, marquis de Saint-Chamond, son héritier.

- personnalités religieuses[26],[27],[15]
  - évêques de Maurienne : Aimon Ier (1273-1300) ; Aimon II (1308-1334), Anthelme II (1334-1349), neveu du précédent ;
  - chanoines de Maurienne : Nantelme (1188), Hugues (1262), Pierre et Jean (1287), Aymon (1289-1299), Jean (1297) ;
  - évêque de Valence et Die : Urbain (élu 1505, mais opposition du roi de France) ;
  - archevêque de Chambéry : Urbain (désigné 1515, mais opposition du roi de France) ;
  - abbesses du Betton : Marguerite (1270), Antoinette (1376) ;
  - abbesse de Sainte-Catherine du Mont : Marguerite (1307-1340) ;
  - abbés de Saint-Rambert-en-Bugey : Nantelme (1344-1361), Urbain (?-1503)[36].

### Armorial et nobiliaire de l'ancien duché de Savoie
(section « Bibliographie »)
1. 1 2  vol. 4, pp. 32-55.
2. ↑  vol. 4, pp. 42-46.
3. ↑  vol. 4, pp. 48-49.
4. 1 2  vol. 1, p. 352 (Lire en ligne.
5. 1 2  vol. 1, p. 354 (lire en ligne).

### Autres références
1. 1 2  Jean-Louis Grillet, Dictionnaire historique, littéraire et statistique des départements du Mont-Blanc et du Léman, contenant l'histoire ancienne et moderne de la Savoie, vol. 3, t. 2, Chambéry, J.F. Puthod, 1807, p. 34 (vol. III). (lire en ligne)
2. 1 2  Formigé, 1951, p. 7.
3. 1 2  Histoire des communes savoyardes, 1984, p. 435
4. ↑  Histoire des communes savoyardes, 1984, p. 433
5. 1 2 3 4  Bernard Demotz, Le comté de Savoie du XIe au XVe siècle : Pouvoir, château et État au Moyen Âge, Genève, Slatkine, 2000, 496 p. (ISBN 2-05-101676-3), p. 251.
6. 1 2  Histoire des communes savoyardes, 1983, p. 60 (lire en ligne).
7. 1 2  Félix Bernard, L'Abbaye de Tamié, ses granges (1132-1793), Imprimerie Allier, 1967, 307 p., p. 92.
8. ↑  Histoire des communes savoyardes, 1983, p. 14
9. 1 2 3 4 5 6 7 8 9  Alexis Gabriel Michelland, « Recherches sur l'origine des familles seigneuriales de la Chambre », Travaux de la Société d'histoire et d'archéologie de la province de Maurienne, t. 16,‎ 1967, p. 67-74 (lire en ligne).
10. ↑  Félix Bernard, Les Origines féodales en Savoie et en Dauphiné, l'origine et les destinées des grandes familles féodales en Savoie et en Dauphiné au Moyen âge, 1950, p. 117-118.
11. 1 2 3 4 5 6 7 8 9 10 11 12  Galbreath, 1947, p. 26.
12. 1 2 3  Chanoine François Trépier, Recherches historiques sur le décanat de Saint-André : pièces justificatives, Chambéry, impr. de Chatelain, 1886, 712 p. (lire en ligne), p. 47-48, pièces justificatives n°15 et n°16.
13. ↑  Histoire des communes savoyardes, 1984, p. 431
14. ↑  Bernard, 1969, p. 113.
15. 1 2 3 4 5 6 7  Raoul Naz, « Le château de Miolans », Mémoires de l'Académie des sciences, belles-lettres et arts de Savoie, no série 6, tome 8,‎ 1965, p. 17-19, « Les seigneurs de Miolans » (lire en ligne).
16. 1 2 3 4  Châteaux Savoyards 2005.
17. 1 2  Menabrea, 1865, p. 396.
18. ↑  Jacques Lovie, Histoire des diocèses de France : Chambéry, Tarentaise, Maurienne, vol. 11, Paris, Éditions Beauchesne, 1979, 299 p. (ISSN 0336-0539), p. 25.
19. 1 2  Borel, p. 196.
20. 1 2  Nicolas Carrier, Matthieu de La Corbière, Entre Genève et Mont-Blanc au XIVe siècle : enquête et contre-enquête dans le Faucigny delphinal de 1339, Librairie Droz, 2005, 401 p. (ISBN 978-2-88442-019-8, présentation en ligne), p. X.
21. ↑  Matthieu de la Corbière, L'invention et la défense des frontières dans le diocèse de Genève : Étude des principautés et de l'habitat fortifié (XIIe – XIVe siècle), Annecy, Académie salésienne, 2002, p. 46-48.
22. 1 2 3 4 5 6 7 8 9 10 11 12 13  Bernard, 1969, p. 123-125.
23. 1 2 3  Général Auguste Dufour (1813-1889) et François Rabut (1819-1893), « Miolans, prison d'État. Monographie précédée d'un introduction historique », Mémoires et documents publiés par la Société savoisienne d'histoire et d'archéologie, no tome 18,‎ 1879, p. 17-18 (lire en ligne).
24. 1 2 3 4  Menabrea, 1865, p. 545-548 (lire en ligne).
25. ↑  Demotz, 2008, p. 54.
26. 1 2 3 4 5  Menabrea, 1865, p. 553.
27. 1 2  Général Auguste Dufour (1813-1889) et François Rabut (1819-1893), « Miolans, prison d'État. Monographie précédée d'un introduction historique », Mémoires et documents publiés par la Société savoisienne d'histoire et d'archéologie, no tome 18,‎ 1879, p. 14 (lire en ligne).
28. 1 2 3  Gustave de Rivoire de La Bâtie, L'armorial de Dauphiné : contenant les armoiries figurées de toutes les familles nobles & notables de cette province, accompagnées de notices généalogiques complétant jusqu'à nos jours les nobiliaires de Chorier et de Guy Allard, Lyon, impr. de L. Perrin, 1867 (lire en ligne), p. 445-446.
29. ↑  Demotz, 2008, p. 132.
30. 1 2 3 4 5 6 7 8 9 10  Bernard, 1969, p. 128.
31. 1 2 3 4  Georges Chapier, Châteaux savoyards (Volume 1), vol. 5, Grenoble, Éditions Revue Les Alpes, 1946, p. 28.
32. ↑  Adolphe Gros, Histoire de la Maurienne — Des origines au XVIe siècle, Editions des Régionalismes, 1948 (réimpr. 2013), 214 p. (ISBN 978-2-82405-017-1, books.google.fr/books?id=fnKPDwAAQBAJ&pg=PA195), p. 195.
33. 1 2 3 4  Foray, 1858, p. 277-279.
34. 1 2 3 4  Foray, 1858, p. 279-281 (lire en ligne).
35. 1 2 3 4 5  Bernard, 1969, p. 126.
36. 1 2 3 4 5  Formigé, 1951, p. 8.
37. 1 2 3 4 5 6 7  Général Auguste Dufour (1813-1889) et François Rabut (1819-1893), « Miolans, prison d'État. Monographie précédée d'un introduction historique », Mémoires et documents publiés par la Société savoisienne d'histoire et d'archéologie, no tome 18,‎ 1879, p. 19-20 (lire en ligne).
38. 1 2 3 4  Menabrea, 1865, p. 403 (Lire en ligne).
39. 1 2 3 4 5  (en) Charles Cawley, « Savoy Chapter 1. Comtes de Savoie [1060]-1417 C. Princes of Achaia, Signori del Piemonte : Philippe de Savoie — Alice », sur fmg.ac/MedLands (Foundation for Medieval Genealogy) (consulté en avril 2021).
40. ↑  Félix Bernard, Histoire de Montmélian, chef-lieu du comté et bailliage de Savoie, des origines à 1706, Imprimerie Allier, 1956, 429 p., p. 31.
41. 1 2 3 4  Foray, 1858, p. 281 (lire en ligne).
42. 1 2  Adolphe Gros, Histoire de la Maurienne — Des origines au XVIe siècle, Editions des Régionalismes, 1948 (réimpr. 2013), 214 p. (ISBN 978-2-82405-017-1, lire en ligne), p. 185.
43. ↑  Jean-Pierre Leguay, Le feu au Moyen Âge, Presses universitaires de Rennes, 2015, 456 p. (ISBN 978-2-75353-108-6, lire en ligne), p. 196.
44. ↑  Henri Baud, Jean-Yves Mariotte, Histoire des communes savoyardes : Le Chablais, Roanne, Éditions Horvath, 1980, 422 p. (ISBN 978-2-7171-0099-0), p. 347, « Les possesseurs du fief et le château actuel ».
45. ↑  Georges Chapier, Châteaux savoyards (Volume 1), vol. 5, Grenoble, Éditions Revue Les Alpes, 1946, p. 82.
46. ↑  Foray, 1858, p. 282 (lire en ligne).
47. 1 2 3 4 5 6 7 8 9  Général Auguste Dufour (1813-1889) et François Rabut (1819-1893), « Miolans, prison d'État. Monographie précédée d'un introduction historique », Mémoires et documents publiés par la Société savoisienne d'histoire et d'archéologie, no tome 18,‎ 1879, p. 21 (lire en ligne).
48. 1 2  Article (?), Mémoires et documents, Société savoisienne d'histoire et d'archéologie, 1961, p. 18.
49. 1 2 3 4 5 6  Gustave de Rivoire de La Bâtie, L'armorial de Dauphiné : contenant les armoiries figurées de toutes les familles nobles & notables de cette province, accompagnées de notices généalogiques complétant jusqu'à nos jours les nobiliaires de Chorier et de Guy Allard, Lyon, impr. de L. Perrin, 1867 (lire en ligne), p. 415.
50. ↑  Article "Miolans" (famille) p. 257 in Dictionnaire d'Amboise. Pays de Savoie. Éditions Amboise. 1989. 2e édition et Site de Saint-Pierre-d'Albigny.
51. 1 2 3  Jean-François Durand (sous la dir.) - Volume par Jacques Lovie, Histoire des diocèses de France. Chambéry, Tarentaise, Maurienne (Volume 11), Editions Beauchesne, 1985 (ISSN 0336-0539), p. 76, citant Guichenon.
52. 1 2  Félix Bernard, Histoire de Montmélian, chef-lieu du comté et bailliage de Savoie, des origines à 1706, Imprimerie Allier, 1956, 429 p., p. 173.
53. 1 2  Félix Bernard, L'évolution historique en Savoie. Depuis l'âge des meillans et des cites lacustres, Grenoble, Allier, 1968, 252 p., p. 229.
54. 1 2 3 4 5 6  Formigé, 1951, p. 9.
55. 1 2 3  Jean-Louis Grillet, Dictionnaire historique, littéraire et statistique des départements du Mont-Blanc et du Léman, contenant l'histoire ancienne et moderne de la Savoie, vol. 3, t. 2, Chambéry, J.F. Puthod, 1807, p. 102. (lire en ligne).
56. ↑  Joseph Garin, « Histoire féodale des seigneurs de Briançon, Savoie (996-1530) », publié dans le Recueil des mémoires et documents de l'Académie de la Val d'Isère, 1942, p. 200 (lire en ligne).
57. 1 2 3 4 5 6 7 8 9  Abbé Laurent Morand, Les Bauges : histoire et documents : Seigneurs et nobles laïcs (Ier volume), Chambéry, Imprimerie savoisienne, 1889, 576 p. (lire en ligne), p. 194-197.
58. ↑  Ghislain Garlatti, L'Histoire des Marches, La Fontaine de Siloé, coll. « Les Savoisiennes », 2006, « 3 tomes in-8° ».
59. ↑  Michèle Brocard, op. cit., p. 63.
60. 1 2 3 4 5 6 7 8  Menabrea, 1865, p. 552.
61. 1 2 3 4  Général Auguste Dufour (1813-1889) et François Rabut (1819-1893), « Miolans, prison d'État. Monographie précédée d'un introduction historique », Mémoires et documents publiés par la Société savoisienne d'histoire et d'archéologie, no tome 18,‎ 1879, p. 23-24 (lire en ligne), réédition le Livre d'histoire (2010)
62. 1 2 3 4  Histoire des communes savoyardes, 1984, p. 436
63. 1 2  Jules Chevalier, « Mémoires pour servir à l'histoire des comtés de Valentinois et de Diois », Bulletin de la Société d'archéologie et de statistique de la Drôme, vol. 38,‎ 1904, p. 67 (lire en ligne).
64. ↑  Georges Chapier, Châteaux savoyards (Volume 1), vol. 5, Grenoble, Éditions Revue Les Alpes, 1946, p. 56.
65. 1 2 3 4 5  Michèle Brocard, Les châteaux de Savoie, Cabédita, 1995  (ISBN 9782882951427), château de Miolans p. 272-274.
66. ↑  Charles Signerin, Histoire de Chevrières : la seigneurie et la paroisse depuis les temps les plus reculés jusqu'à nos jours, Saint-Étienne, impr. Théolier, 1894, 401 p. (lire en ligne), p. 98.
67. ↑  Charles Signerin, Histoire de Chevrières : la seigneurie et la paroisse depuis les temps les plus reculés jusqu'à nos jours, Saint-Étienne, impr. Théolier, 1894, 401 p. (lire en ligne), p. 99.
68. 1 2 3 4  Charles Signerin, Histoire de Chevrières : la seigneurie et la paroisse depuis les temps les plus reculés jusqu'à nos jours, Saint-Étienne, impr. Théolier, 1894, 401 p. (lire en ligne), p. 104-105.
69. ↑  James Condamin,  Histoire de Saint-Chamond et de la seigneurie de Jarez, depuis les temps les plus reculés jusqu'à nos jours, 1890, p. 246 (lire en ligne).
70. ↑  Borel, p. 382.
71. ↑  Châteaux Savoyards 2005, p. 131.
72. ↑  Attribué par un historien du XVIIe siècle. En fait nous ne connaissons pas leur devise même si celle-là semble leur convenir, in Joseph de Champeaux, Devises. cris de guerre, légendes, dictons, 1890, p. 186.
73. ↑  Demotz, 2008, p. 132.
74. ↑  Bernard, 1969, p. 248.
75. ↑  Victor Flour de Saint-Genis, Histoire de Savoie d'après les documents originaux depuis les origines les plus reculées jusqu'à l'annexion (vol.1), vol. 2, Chambéry, Conte-Grand et Cie, 1868 (lire en ligne), p. 183.
76. ↑  Philippe Demario et Jean Prieur, La Maurienne médiévale : châteaux et maisons fortes, églises et chapelles, Alan Sutton, coll. « Passé simple », 2002, 95 p. (ISBN 978-2-84253-805-7), p. 11-13.
77. ↑  A. Rouget, A. Vachez, Monuments historiques de France publiés par départements : Haute-Savoie, Lyon, 1895, 61 planches, 24,5 × 31,5 cm, Archives départementales de la Savoie.
78. ↑  Michèle Brocard (ill. Edmond Brocard), Les châteaux de Savoie, Yens-sur-Morges, Éditions Cabédita, coll. « Sites et Villages », 1995, 328 p. (ISBN 978-2-88295-142-7 et 2-88295-142-6), p. 62-64.
79. 1 2 3  François Rabut, « liste des châtelains de Bresse, Bugey, Valromey et Gex sous la maison de Savoie », Mémoires et Documents de la Société savoisienne d'histoire et d'archéologie, Chambéry, no tome XXXI - deuxième série - tome VII,‎ 1893, p. 117-176 (lire en ligne).
80. 1 2  François Mugnier, « Répertoire des titres et documents divers relatifs à l'ancien comté de Genève et au Genevois », Mémoires et documents publiés par la Société savoisienne d'histoire et d'archéologie, no t. XXX,‎ 1926, p. 1-60 (lire en ligne).
81. ↑  « SA - Comptes des châtellenies, des subsides, des revenus et des judicatures », sur le site des Archives départementales de la Savoie - enligne.savoie-archives.fr (consulté en février 2018), p. 3
82. ↑  Menabrea, 1865, p. 511 (Lire en ligne).
83. ↑  Chanoine Ambroise Angley, Histoire du diocèse de Maurienne, Saint-Jean-de-Maurienne, impr. de J.-B. Héritier, 1846, 500 p. (lire en ligne), « LVI.  Aimon I de Miolans », p. 149-159.
84. 1 2  Louis Boisset, Un concile provincial au treizième siècle : Vienne 1289 : église locale et société, vol. 21 de Théologie historique, Éditions Beauchesne, 1973, 359 p. (ISBN 978-2-70100-055-8, lire en ligne), p. 123-124, « Aimon de Miolans, évêque de Maurienne, 1273-1301 ».
85. ↑  Bernard, 1969, p. 121.
86. ↑  (en) Charles Cawley, « Leonie de La Chambre », sur fmg.ac/MedLands (Foundation for Medieval Genealogy) (consulté en avril 2021).
87. ↑  (en) Charles Cawley, « Guillaume Beauvoir died 1277 B - 7. Alix de Beauvoir », sur fmg.ac/MedLands (Foundation for Medieval Genealogy) (consulté en avril 2021).
88. ↑  Bernard Demotz, Le comté de Savoie du XIe au XVe siècle : Pouvoir, château et État au Moyen Âge, Genève, Slatkine, 2000, 496 p. (ISBN 2-05-101676-3), p. 386.
89. ↑  Général Auguste Dufour (1813-1889) et François Rabut (1819-1893), « Miolans, prison d'État. Monographie précédée d'un introduction historique », Mémoires et documents publiés par la Société savoisienne d'histoire et d'archéologie, no tome 18,‎ 1879, p. 20 (lire en ligne), réédition le Livre d'histoire (2010)
90. ↑  Amédée de Foras, Chevaliers de l'ordre du Collier de Savoie, dit de l'Annonciade, appartenant au duché de Savoie, de 1362 à 1860, Grenoble, Impr. de E. Allier, 1878, 42 p. (lire en ligne), p. 12-13.
91. ↑  (en) Charles Cawley, « Urbain La Chambre A - 1. Jeanne de de La Chambre », sur fmg.ac/MedLands (Foundation for Medieval Genealogy) (consulté en avril 2021).
92. ↑  Général Auguste Dufour (1813-1889) et François Rabut (1819-1893), « Miolans, prison d'État. Monographie précédée d'un introduction historique », Mémoires et documents publiés par la Société savoisienne d'histoire et d'archéologie, no tome 18,‎ 1879, p. 22-23 (lire en ligne).
93. ↑  Ivan Cloulas, Diane de Poitiers, Fayard, 1997, 434 p. (ISBN 978-2-213-63871-3, lire en ligne)
94. ↑  Amédée de Foras, Chevaliers de l'ordre du Collier de Savoie, dit de l'Annonciade, appartenant au duché de Savoie, de 1362 à 1860, Grenoble, Impr. de E. Allier, 1878, 42 p. (lire en ligne), p. 14-15.
95. ↑  Michèle Brocard, op. cit., p. 172.
96. ↑  Michel Thomas, Trésors de l'art sacré dans les hautes vallées de Maurienne, Montmélian, La Fontaine de Siloé, Coll. « Les Savoisiennes », 2004, 253 p. (ISBN 2-84206-255-8 et 9782842062552, lire en ligne), p. 162.
97. ↑  Alexis de Jussieu, La Sainte-Chapelle du château de Chambéry, Perrin, 1868, p. 53.